# Hiperativo (peça)
Hiperativo é uma peça de teatro em formato de Stand Up Comedy protagonizado e escrito pelo ator Paulo Gustavo, também conta com a direção do mesmo e de Fernando Caruso. Paulo Gustavo subiu ao palco novamente sozinho – dessa vez sem maquiagem, nem personagem – em 2010.

## Sinopse
Paulo Gustavo conta em uma forma de humor seus medos, convivência com as pessoas, a vida afetiva na pós-modernidade com suas noitadas, buscas, erros e inseguranças. Nesse stand-up comedy, o ator satiriza o comportamento e as relações humanas, mostrando como nossas neuroses e paranoias podem ser engraçadas.